# Sistema Nacional de Planificación de Venezuela
El Sistema Nacional de Planificación de Venezuela tiene entre sus objetivos contribuir a la optimización de los procesos de definición, formulación, ejecución y evaluación de las políticas públicas en cada uno de sus niveles, a la efectividad, eficacia y eficiencia en el empleo de los recursos públicos dirigidos a la consecución, coordinación y armonización de los planes, programas y proyectos para la transformación del país, a través de una justa distribución de la riqueza, mediante una planificación estratégica, democrática, participativa y de consulta abierta, para el logro de las metas establecidas en el Plan de Desarrollo Económico y Social de la Nación. 
El Sistema Nacional de Planificación está integrado por el Consejo Federal de Gobierno; los consejos de planificación y coordinación de políticas públicas de cada Estado; los consejos locales de planificación pública de cada municipio; los consejos de planificación comunal y los consejos comunales.